# Список астероїдів (211501—211600)
| Назва               | Тимчасове позначення | Дата відкриття  | Місце відкриття                  | Відкривач    |
| ------------------- | -------------------- | --------------- | -------------------------------- | ------------ |
| (211501) 2003 QX2   | 2003 QX2             | 19 серпня 2003  | Станція Кампо Імператоре         | CINEOS       |
| (211502) 2003 QL11  | 2003 QL11            | 21 серпня 2003  | Обсерваторія Галеакала           | NEAT         |
| (211503) 2003 QO11  | 2003 QO11            | 21 серпня 2003  | Обсерваторія Галеакала           | NEAT         |
| (211504) 2003 QG15  | 2003 QG15            | 20 серпня 2003  | Паломарська обсерваторія         | NEAT         |
| (211505) 2003 QU17  | 2003 QU17            | 22 серпня 2003  | Паломарська обсерваторія         | NEAT         |
| (211506) 2003 QG20  | 2003 QG20            | 22 серпня 2003  | Паломарська обсерваторія         | NEAT         |
| (211507) 2003 QP26  | 2003 QP26            | 22 серпня 2003  | Обсерваторія Галеакала           | NEAT         |
| (211508) 2003 QR26  | 2003 QR26            | 22 серпня 2003  | Обсерваторія Галеакала           | NEAT         |
| (211509) 2003 QD33  | 2003 QD33            | 22 серпня 2003  | Станція Кампо Імператоре         | CINEOS       |
| (211510) 2003 QP38  | 2003 QP38            | 22 серпня 2003  | Сокорро (Нью-Мексико)            | LINEAR       |
| (211511) 2003 QG40  | 2003 QG40            | 22 серпня 2003  | Сокорро (Нью-Мексико)            | LINEAR       |
| (211512) 2003 QW43  | 2003 QW43            | 22 серпня 2003  | Паломарська обсерваторія         | NEAT         |
| (211513) 2003 QB44  | 2003 QB44            | 22 серпня 2003  | Обсерваторія Галеакала           | NEAT         |
| (211514) 2003 QK50  | 2003 QK50            | 22 серпня 2003  | Паломарська обсерваторія         | NEAT         |
| (211515) 2003 QE51  | 2003 QE51            | 22 серпня 2003  | Паломарська обсерваторія         | NEAT         |
| (211516) 2003 QQ51  | 2003 QQ51            | 23 серпня 2003  | Паломарська обсерваторія         | NEAT         |
| (211517) 2003 QV51  | 2003 QV51            | 23 серпня 2003  | Паломарська обсерваторія         | NEAT         |
| (211518) 2003 QK55  | 2003 QK55            | 23 серпня 2003  | Сокорро (Нью-Мексико)            | LINEAR       |
| (211519) 2003 QP55  | 2003 QP55            | 23 серпня 2003  | Сокорро (Нью-Мексико)            | LINEAR       |
| (211520) 2003 QY56  | 2003 QY56            | 23 серпня 2003  | Сокорро (Нью-Мексико)            | LINEAR       |
| (211521) 2003 QO59  | 2003 QO59            | 23 серпня 2003  | Сокорро (Нью-Мексико)            | LINEAR       |
| (211522) 2003 QZ59  | 2003 QZ59            | 23 серпня 2003  | Сокорро (Нью-Мексико)            | LINEAR       |
| (211523) 2003 QX60  | 2003 QX60            | 23 серпня 2003  | Сокорро (Нью-Мексико)            | LINEAR       |
| (211524) 2003 QE67  | 2003 QE67            | 23 серпня 2003  | Сокорро (Нью-Мексико)            | LINEAR       |
| (211525) 2003 QF67  | 2003 QF67            | 23 серпня 2003  | Сокорро (Нью-Мексико)            | LINEAR       |
| (211526) 2003 QO73  | 2003 QO73            | 25 серпня 2003  | Сокорро (Нью-Мексико)            | LINEAR       |
| (211527) 2003 QU74  | 2003 QU74            | 24 серпня 2003  | Сокорро (Нью-Мексико)            | LINEAR       |
| (211528) 2003 QQ93  | 2003 QQ93            | 28 серпня 2003  | Обсерваторія Галеакала           | NEAT         |
| (211529) 2003 QU96  | 2003 QU96            | 30 серпня 2003  | Обсерваторія Кітт-Пік            | Spacewatch   |
| (211530) 2003 QD100 | 2003 QD100           | 28 серпня 2003  | Паломарська обсерваторія         | NEAT         |
| (211531) 2003 QV103 | 2003 QV103           | 31 серпня 2003  | Обсерваторія Галеакала           | NEAT         |
| (211532) 2003 QQ104 | 2003 QQ104           | 29 серпня 2003  | Сокорро (Нью-Мексико)            | LINEAR       |
| (211533) 2003 QH108 | 2003 QH108           | 31 серпня 2003  | Сокорро (Нью-Мексико)            | LINEAR       |
| (211534) 2003 RX2   | 2003 RX2             | 1 вересня 2003  | Сокорро (Нью-Мексико)            | LINEAR       |
| (211535) 2003 RY8   | 2003 RY8             | 1 вересня 2003  | Сокорро (Нью-Мексико)            | LINEAR       |
| (211536) 2003 RR11  | 2003 RR11            | 15 вересня 2003 | Обсерваторія Столова Гора        | Дж. Янґ      |
| (211537) 2003 RL12  | 2003 RL12            | 14 вересня 2003 | Паломарська обсерваторія         | NEAT         |
| (211538) 2003 RD18  | 2003 RD18            | 15 вересня 2003 | Паломарська обсерваторія         | NEAT         |
| (211539) 2003 RD19  | 2003 RD19            | 15 вересня 2003 | Станція Андерсон-Меса            | LONEOS       |
| (211540) 2003 RA20  | 2003 RA20            | 15 вересня 2003 | Станція Андерсон-Меса            | LONEOS       |
| (211541) 2003 RA21  | 2003 RA21            | 15 вересня 2003 | Станція Андерсон-Меса            | LONEOS       |
| (211542) 2003 SU15  | 2003 SU15            | 16 вересня 2003 | Обсерваторія Кітт-Пік            | Spacewatch   |
| (211543) 2003 SV15  | 2003 SV15            | 16 вересня 2003 | Обсерваторія Кітт-Пік            | Spacewatch   |
| (211544) 2003 SM24  | 2003 SM24            | 17 вересня 2003 | Сокорро (Нью-Мексико)            | LINEAR       |
| (211545) 2003 SF26  | 2003 SF26            | 17 вересня 2003 | Обсерваторія Галеакала           | NEAT         |
| (211546) 2003 SN40  | 2003 SN40            | 16 вересня 2003 | Паломарська обсерваторія         | NEAT         |
| (211547) 2003 SJ44  | 2003 SJ44            | 16 вересня 2003 | Станція Андерсон-Меса            | LONEOS       |
| (211548) 2003 SU44  | 2003 SU44            | 16 вересня 2003 | Станція Андерсон-Меса            | LONEOS       |
| (211549) 2003 SL46  | 2003 SL46            | 16 вересня 2003 | Станція Андерсон-Меса            | LONEOS       |
| (211550) 2003 SV46  | 2003 SV46            | 16 вересня 2003 | Станція Андерсон-Меса            | LONEOS       |
| (211551) 2003 SJ51  | 2003 SJ51            | 18 вересня 2003 | Паломарська обсерваторія         | NEAT         |
| (211552) 2003 SO52  | 2003 SO52            | 18 вересня 2003 | Паломарська обсерваторія         | NEAT         |
| (211553) 2003 SX52  | 2003 SX52            | 19 вересня 2003 | Паломарська обсерваторія         | NEAT         |
| (211554) 2003 SB56  | 2003 SB56            | 16 вересня 2003 | Станція Андерсон-Меса            | LONEOS       |
| (211555) 2003 SM57  | 2003 SM57            | 16 вересня 2003 | Обсерваторія Кітт-Пік            | Spacewatch   |
| (211556) 2003 SW58  | 2003 SW58            | 17 вересня 2003 | Станція Андерсон-Меса            | LONEOS       |
| (211557) 2003 SG72  | 2003 SG72            | 18 вересня 2003 | Обсерваторія Кітт-Пік            | Spacewatch   |
| (211558) 2003 SP83  | 2003 SP83            | 18 вересня 2003 | Обсерваторія Кітт-Пік            | Spacewatch   |
| (211559) 2003 SN91  | 2003 SN91            | 18 вересня 2003 | Паломарська обсерваторія         | NEAT         |
| (211560) 2003 SB94  | 2003 SB94            | 18 вересня 2003 | Обсерваторія Кітт-Пік            | Spacewatch   |
| (211561) 2003 SQ94  | 2003 SQ94            | 19 вересня 2003 | Станція Кампо Імператоре         | CINEOS       |
| (211562) 2003 SV95  | 2003 SV95            | 19 вересня 2003 | Паломарська обсерваторія         | NEAT         |
| (211563) 2003 SU103 | 2003 SU103           | 20 вересня 2003 | Сокорро (Нью-Мексико)            | LINEAR       |
| (211564) 2003 SO107 | 2003 SO107           | 20 вересня 2003 | Паломарська обсерваторія         | NEAT         |
| (211565) 2003 ST120 | 2003 ST120           | 17 вересня 2003 | Обсерваторія Ґудрайк-Піґотт      | Рой Такер    |
| (211566) 2003 SE123 | 2003 SE123           | 18 вересня 2003 | Сокорро (Нью-Мексико)            | LINEAR       |
| (211567) 2003 SH126 | 2003 SH126           | 19 вересня 2003 | Обсерваторія Кітт-Пік            | Spacewatch   |
| (211568) 2003 SS129 | 2003 SS129           | 21 вересня 2003 | Обсерваторія Дезерт-Іґл          | Вільям Йон   |
| (211569) 2003 SF139 | 2003 SF139           | 20 вересня 2003 | Королівська обсерваторія Бельгії | Тьєрі Повель |
| (211570) 2003 SP150 | 2003 SP150           | 17 вересня 2003 | Сокорро (Нью-Мексико)            | LINEAR       |
| (211571) 2003 SB152 | 2003 SB152           | 19 вересня 2003 | Станція Андерсон-Меса            | LONEOS       |
| (211572) 2003 SF157 | 2003 SF157           | 19 вересня 2003 | Станція Андерсон-Меса            | LONEOS       |
| (211573) 2003 SV160 | 2003 SV160           | 17 вересня 2003 | Обсерваторія Кітт-Пік            | Spacewatch   |
| (211574) 2003 SQ161 | 2003 SQ161           | 18 вересня 2003 | Паломарська обсерваторія         | NEAT         |
| (211575) 2003 SV161 | 2003 SV161           | 18 вересня 2003 | Паломарська обсерваторія         | NEAT         |
| (211576) 2003 SL167 | 2003 SL167           | 22 вересня 2003 | Обсерваторія Кітт-Пік            | Spacewatch   |
| (211577) 2003 SC169 | 2003 SC169           | 23 вересня 2003 | Обсерваторія Галеакала           | NEAT         |
| (211578) 2003 SV175 | 2003 SV175           | 18 вересня 2003 | Паломарська обсерваторія         | NEAT         |
| (211579) 2003 SB177 | 2003 SB177           | 18 вересня 2003 | Паломарська обсерваторія         | NEAT         |
| (211580) 2003 SB181 | 2003 SB181           | 20 вересня 2003 | Сокорро (Нью-Мексико)            | LINEAR       |
| (211581) 2003 SF181 | 2003 SF181           | 20 вересня 2003 | Сокорро (Нью-Мексико)            | LINEAR       |
| (211582) 2003 SL181 | 2003 SL181           | 20 вересня 2003 | Сокорро (Нью-Мексико)            | LINEAR       |
| (211583) 2003 SA183 | 2003 SA183           | 21 вересня 2003 | Станція Андерсон-Меса            | LONEOS       |
| (211584) 2003 SL185 | 2003 SL185           | 22 вересня 2003 | Станція Андерсон-Меса            | LONEOS       |
| (211585) 2003 SM227 | 2003 SM227           | 27 вересня 2003 | Сокорро (Нью-Мексико)            | LINEAR       |
| (211586) 2003 SQ227 | 2003 SQ227           | 27 вересня 2003 | Сокорро (Нью-Мексико)            | LINEAR       |
| (211587) 2003 SX227 | 2003 SX227           | 27 вересня 2003 | Сокорро (Нью-Мексико)            | LINEAR       |
| (211588) 2003 SP229 | 2003 SP229           | 27 вересня 2003 | Обсерваторія Кітт-Пік            | Spacewatch   |
| (211589) 2003 SV232 | 2003 SV232           | 25 вересня 2003 | Обсерваторія Галеакала           | NEAT         |
| (211590) 2003 SP247 | 2003 SP247           | 26 вересня 2003 | Сокорро (Нью-Мексико)            | LINEAR       |
| (211591) 2003 SJ249 | 2003 SJ249           | 26 вересня 2003 | Сокорро (Нью-Мексико)            | LINEAR       |
| (211592) 2003 SK252 | 2003 SK252           | 26 вересня 2003 | Сокорро (Нью-Мексико)            | LINEAR       |
| (211593) 2003 SE259 | 2003 SE259           | 28 вересня 2003 | Обсерваторія Кітт-Пік            | Spacewatch   |
| (211594) 2003 SV259 | 2003 SV259           | 28 вересня 2003 | Обсерваторія Кітт-Пік            | Spacewatch   |
| (211595) 2003 SQ269 | 2003 SQ269           | 28 вересня 2003 | Обсерваторія Ґудрайк-Піґотт      | Рой Такер    |
| (211596) 2003 SW270 | 2003 SW270           | 25 вересня 2003 | Паломарська обсерваторія         | NEAT         |
| (211597) 2003 ST271 | 2003 ST271           | 26 вересня 2003 | Сокорро (Нью-Мексико)            | LINEAR       |
| (211598) 2003 SB291 | 2003 SB291           | 29 вересня 2003 | Сокорро (Нью-Мексико)            | LINEAR       |
| (211599) 2003 SS291 | 2003 SS291           | 30 вересня 2003 | Сокорро (Нью-Мексико)            | LINEAR       |
| (211600) 2003 SR300 | 2003 SR300           | 17 вересня 2003 | Паломарська обсерваторія         | NEAT         |